# Subfusil Chauchat-Ribeyrolles 1918
El Chauchat-Ribeyrolles 1918 fue un prototipo de subfusil francés ideado por Ribeyrolles, Sutter y Chauchat (RSC), directores de la fábrica Gladiator, en 1918. Estaba basado en el mecanismo del fusil semiautomático RSC M1917, creado también por Gladiator.
Fue presentado en 1918 como una "pistolet-mitrailleur" (pistola ametralladora) para que las tripulaciones de tanques franceses lo utilizaran como arma personal. Los resultados de las pruebas fueron satisfactorios, pero el arma era demasiado poderosa para su uso como arma de defensa.

## Historia
En 1917, el ejército francés adoptó el fusil semiautomático RSC M1917, desarrollado por Paul Ribeyrolles, Charles Paul Sutter y Louis Chauchat en la fábrica de bicicletas Gladiator, que antes de esto crearon la ametralladora Chauchat. En 1918 introdujeron la Pistolet-Mitrailleur Modèle 1918, destinada a usarse a corta distancia para proteger a los tanques franceses Renault FT-17. El arma se basa en el mecanismo del fusil semiautomático RSC Mle. 1917.
En las primeras pruebas, se utilizó el peine Mannlicher-Berthier de 8 cartuchos. Las pruebas de armas continuaron hasta 1919, pero con un cargador de la ametralladora Chauchat de 20 cartuchos. Los resultados fueron satisfactorios, pero el arma era demasiado poderosa para el uso previsto en defensa propia. Para ayudar a apuntar, se propuso utilizar una combinación de cartuchos con balas estándar y trazadoras.